# Dornbirn
Dornbirn er en by i det vestlige Østrig, med et indbyggertal (pr. 2007) på cirka 46.000, og er hovedby i et forvaltningsdistrikt af samme navn. Byen ligger i delstaten Vorarlberg, ved bredden af floden Dornbirner Ach. Byen er indbyggertalsmæssigt den største i delstaten, og er et økonomisk og trafikmæssigt knudepunkt for hele regionen.

## Placering
Der findes beviser for menneskelig aktivitet helt tilbage fra år 8000 til 3000 f.Kr. Som bebyggelse eksisterer fund fra Bronzealderen mellem år 3000 til 1800 f.Kr. Arkæologiske fund beviser også Det romerske riges tilstedeværelse i området. I dag er kommunen den tredjestørste arealmæssigt i delstaten Vorarlberg.
Forvaltningsdistriktet Dornbirn består tillige af to nabokommuner, Lustenau og Hohenems, og har således et samlet indbyggertal på omkring 87.000 (1. januar 2017  Arkiveret 14. november 2020 hos  Wayback Machine).
Distriktet ligger i Alpenrhein-dalen, og bjerglandskabet omkring byen Dornbirn er markant og imponerende, med for eksempel bjergtoppen Hohe Freschen på hele 2004 m over havets overflade som den højeste. Byen ligger selv på 437 moh og der er således rig mulighed for udfordringer til vandrere. Nævnes bør også kabelbanen til den 907 m høje bjergtop Karren.
Rappenlochschlucht med tilhørende dæmningssø kan også nævnes, samt Alploch, som begge gennemløbes af distriktets vigtigste flod Dornbirner Ach.

## Erhverv
Dornbirn er erhvervsmæssigt centrum for hele delstaten, og for hele Alpenrhein. Denne status blev dog først opnået sent i det 19. århundrede, idet tekstilindustrien begyndte at få stor betydning. Tekstilindustrien er sidenhen faldet i betydning, og det nuværende messeområde huser i dag mange forskellige slags messer og arrangementer  Arkiveret 16. maj 2017 hos  Wayback Machine. Til gengæld er der en del metalforarbejdning, elektro- og elektronikindustri, samt mellemstor industri og et betydeligt antal butikker (15062 ansatte i 1419 virksomheder  Arkiveret 17. november 2015 hos  Wayback Machine). Schweiziske borgere ynder at købe ind i Østrig på grund af lavere priser, og nærheden til den schweiziske grænse gør byen en oplagt indkøbsmulighed.
Fachhochschule Vorarlberg forsøger at knytte uddannelse og forskning sammen med regionens erhvervsliv.

### Turisme
Fra november 2013 til oktober 2014 blev der registreret 144.632 gæster i Dornbirn, med samlet 283.584 overnatninger. Dornbirn ligger centralt i forhold til populære turistdestinationer såsom Liechtenstein, det østlige Schweiz, hele Vorarlberg, samt Bodensee og sydvesttysk område. Dornbirn er således næststørst udenfor de almindelige skisportsområder. Byen huser masser af caféer og restauranter, samt et rigt natteliv, og fra Dornbirn kommer man nemt hen til det populære skiområde Bödele.

### Museer & seværdigheder
- inatura - interaktivt naturhistorisk museum  Arkiveret 8. august 2017 hos  Wayback Machine
- Rolls Royce Museum -  Arkiveret 19. juni 2017 hos  Wayback Machine
- Jüdisches Museum Hohenems - regionaljødisk museum med international udstråling i det jødiske kvarter i Hohenems
- Franz-Schubert-Museum - museum i Hohenems om komponisten Franz Schubert
- Hohenems- und Nibelungenlied-Museum
- Museum Stoffels Säge-MühleSchloss Glopper
- Schloss Glopper - borgslot fra 1343
- Museum Rhein-Schauen - om Rhinens regulering
- Jazzclub Lustenau

### Arkitektur
Dornbirns unge bybillede er præget af den arkitektoniske stil fra det 19. og 20. århundrede. I anden halvdel af 20. århundrede tiltrak det lokale arkitektmiljø under navnet Neue Vorarlberger Bauschule international opmærksomhed, hvis repræsentanter bl.a. omfatter Cooperative Dornbirn - senere Baumschlager & Eberle, Dietrich/Untertrifaller eller Oskar Leo Kaufmann. I og omkring Dornbirn opstod især fra 1980'erne mange bygningsværker, som fandt anerkendelse i arkitekturkredse i hele Europa.
Arkitekt-interesserede kan med fordel benytte sig af forskellige Architektouren med start eller slut i Dornbirn. Se her:  Arkiveret 21. maj 2018 hos  Wayback Machine.
Også ældre bygninger i Dornbirn er arkitektonisk interessante. Disse befinder sig bl.a. direkte ved torvet, ved "Rotes Haus" og St. Martinskirche. Andre historisk signifikante eller arkitektonisk interessante bygninger er sognekirker findes rundt om i hele byen.
Historiske bygninger
- Stadtpfarrkirche St. Martin (1839-1840) 
St. Martins-Kirche nævnes første gang i år 1130. Kirken i sin nuværende form er mindst den femte i rækken på næsten samme sted. Den nuværende kirke blev bygget af Staatsbaumeister Martin Ritter von Kink i årene 1839 til 1840 og repræsenterer en blanding af klassicismen og Historicisme (arkitektur). Den lokale kunstner Josef Huber skabte frescoen "Die vier letzten Dinge" på indgangsmuren i 1923 og året efter mosaikken "Einzug in Jerusalem" i fladgavlen. Det er en bygning med apsis og fritstående, højt og spidst østtårn.
- Rotes Haus (1639)
Michael Danner og Verena Rhomberg byggede i 1639 ved Gasthof Zum Engel, hvor præstegården tidligere havde ligget. I årene 1954/1955 gav efterkommere af August Rhomberg arkitekten Franz Hoffenscher til opgave at renovere bygningen.[2]
- Adolf-Rhomberg-Haus: smukt hus fra senbarokken (1799), som blev ombygget i 1900 med elementer fra Jugendstil
- Johann-Luger-Haus (1901-1902) < br /> denne bygning viser, hvordan Jugenstil og nationalromantikken er tæt forbundne i Vorarlberg.
- Arbejderrækkehuse (1907) 
Disse bygninger i Bündtlittenstraße af arkitekten Otto Mallaun er et specielt eksempel på, hvordan man lod sig inspirere af engelske rækkehuse. Da der er to lejligheder oven på hinanden i hvert hus, er det ikke rækkehuse i traditionel forstand.

Moderne Arkitektur
- Kirche Maria, Königin des Friedens i Watzenegg (1985–1986)
 Denne bygning af Wolfgang Ritsch, Siegfried Wäger og Rudolf Wäger kan betragtes som en prototype for trækonstruktionsbyggemetoden i Vorarlberg i 1980'erne.
- Panoramahaus Dornbirn
 I denne bygning af arkitekten Bernhard Bügelmayer bliver en elliptisk bygning indkapslet af en buet glasfacade.

### World Gymnaestrada
I år 2019 afholdes den 16. World Gymnaestrada i Dornbirn, hvilket er 2. gang. Den er tidligere afholdt i 2007. Se hovedartiklen World Gymnaestrada 2019.